# Vyšný Medzev
Vyšný Medzev is een Slowaakse gemeente in de regio Košice, en maakt deel uit van het district Košice-okolie.
Vyšný Medzev telt 521 inwoners.